# Hadsten
Hadsten es una localidad en el este de Jutlandia (Dinamarca). En 2013 cuenta 7.968 habitantes, con lo que es la mayor localidad del municipio de Favrskov.
La moderna ciudad de Hadsten se funda en 1862 como una ciudad ferrocarrilera en la línea entre Aarhus y Randers. Hadsten tiene varias instituciones educativas y cuenta con industria metalúrgica, electrónica y de materiales de construcción, entre otras: 